# Územní plán

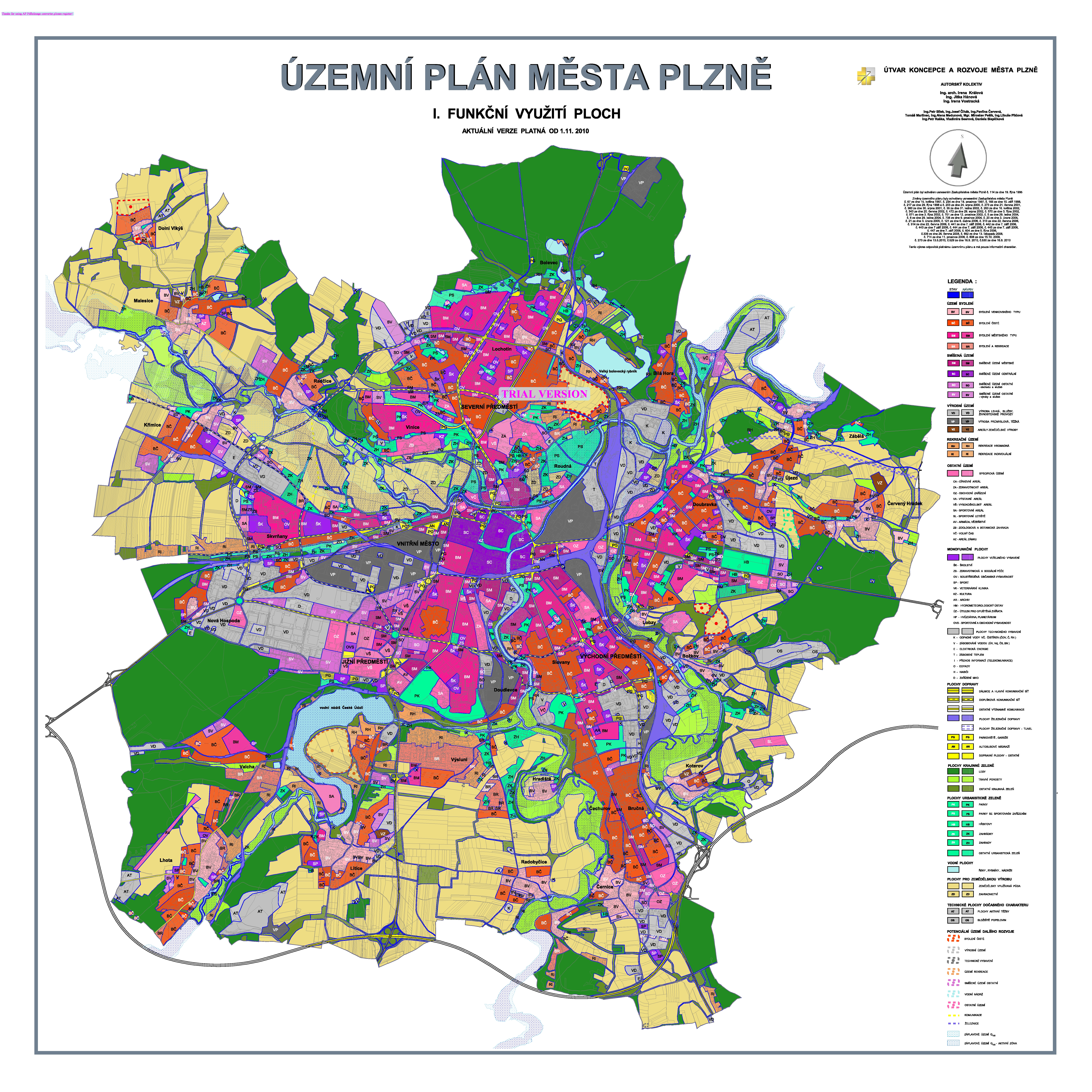
Územní plán města Plzeň

Územní plán (ÚP) je územně plánovací dokumentace určená k dalšímu rozvoji a lepšímu využití krajiny (spravovaného území). Územní plán si klade za cíl sladit zájmy životního prostředí, hospodářství a společenství lidí obývajících dané území. Současně má napomoci udržet nebo zvyšovat životní úroveň současné a budoucích  generací.

## Historie stavebních předpisů

### Nejstarší období

#### První stavební řád
Stavební řád Přemysla Otakara II – r. 1270 pro Jihlavu[rozpor]

#### Dvorní a guberniální nařízení
Např. Dekret gubernia z. r. 1789

#### Jednotný stavební řád
Od r. 1815 říšský zákon, pravomoc převedena na jednotlivé obce

#### Nový stavební řád
Roku 1864 – předepsány tzv. plán rozdělovací (či polohopisný)
Později se začaly používat plány upravovací nejčastěji měřítku 1:720.

### Konec 19. století

#### Další zákony
Např. č. 63 r. 1894, č. 64 r. 1894, č. 26, zákon pro Bratislavu, Asanační zákon, atd.

### Období po vzniku samostatné republiky

#### Státní regulační komise
Státní regulační komise pro hlavní město Prahu s okolím (SRK) vznikla v r. 1920. Měla za úkol zaručit jednotný vývoj Prahy. Dělo se to cestou přípravy regulačních a zastavovacích plánů v měřítku 1:5000 a 1:2800. SRK měla pravomoc pro Prahu a pro několik desítek okolních obcí, z nichž velká část je v současné době na území hlavního města. Od r. 1934 se měly podle normy ČSN 1134 připravovat Plány upravovací přehledné a Plány upravovací podrobné.

#### Plánovací komise pro hlavní město Prahu a okolí
Komise vznikla v době německé okupace, existovala od r. 1940 do r. 1949. Nahradila SRK a pokračovala v její práci za změněných podmínek. Činnost byla regulována vládním nařízením č. 109/1942.

### Poválečné období
Zákon č. 86/1949 na obnovu válkou poškozených a zničených budov.
Zákon č. 280/1949 o územním plánování a výstavbě obcí
Vládní nařízení č. 51/1950 o územním plánování
1951 Vznik Kanceláře pro územní plán hlavního města Prahy – pod vedením Jiřího Novotného.
Vládní nařízení č. 93/1950 o výstavbě obcí

#### ÚHA
V r. 1961 zřízen Útvar hlavního architekta hlavního města Prahy (UHA), pod vedením Jiřího Voženílka, jehož činnost byla spojena s Kanceláří pro územní plán hlavního města Prahy.

#### URM
Útvar rozvoje hlavního města Prahy (URM), příspěvková organizace byl zapsán v Obchodním rejstříku 3. 6. 2002. Od té doby do současnosti podobnou činnost, avšak s pozměněnou pravomocí, vykonává URM. Některé činnosti bývalého ÚHA zůstaly v rámci URM, některé byly převedeny na Magistrát hl. m. Prahy.

#### Zákon č. 50/1976
o územním plánování a stavebním řádu (stavební zákon). Tento zákon byl upravován mnohými vyhláškami a novelami zákona. Poslední aktualizovaná vyhláška je č. 132/1998. Poté byl schválen nový „stavební zákon“.

#### Zákon č. 183/2006
o územním plánování a stavebním řádu (stavební zákon) schválený 14. 03. 2006, účinný od 1. 1. 2007. Tento zákon zrušil předcházející stavební zákony a vztahující se vyhlášky. Byl několikrát novelizován: zákon č. 68/207, ze dne 7. 3. 2007 a zákon 191/2008 ze dne 7. 5. 2008. Poslední významné změny přinesla změna zákon č. 350/2012 Sb.

## Postup tvorby ÚP
V České republice je ÚP závazný pro tvorbu regulačních plánů a pro rozhodování v území.
Povinnost jeho tvorby vyplývá ze stavebního zákona 183/2006 Sb. Územní plán vydává zastupitelstvo obce formou opatření obecné povahy (OOP) a nabývá účinnosti patnáctým dnem po dni vyvěšení veřejné vyhlášky na úřední desce (viz § 173 správního řádu). ÚP je tvořen tzv. výrokovou částí (ta obsahuje požadavky a podmínky rozvoje území stanovené v textové části a vymezené ve výkresech) a tzv. odůvodněním (obsahujícím odůvodnění řešení, východiska řešení, podklady apod., které má rovněž textovou a grafickou část). Výkresová dokumentace se v současné době zhotovuje v měřítku 1:5 000 nebo 1:10 000. Územní plán je speciální formou opatření obecné povahy. Je tedy vydáván zastupitelstvem obce jako celek (výrok a odůvodnění). Územní plán je vyhotoven na základě územně analytických podkladů, doplňujících průzkumů, vlastních podkladů a rozborů daného území, popřípadě územních studií. ÚP musí být v souladu se zásadami územního rozvoje.

### Povinný postup dle legislativy
Územní plán stanoví základní koncepci rozvoje území obce, ochrany jeho hodnot, jeho plošného a prostorového uspořádání (dále jen "urbanistická koncepce"), uspořádání krajiny a koncepci veřejné infrastruktury; vymezí zastavěné území, plochy a koridory, zejména zastavitelné plochy a plochy vymezené ke změně stávající zástavby, k obnově nebo opětovnému využití znehodnoceného území (dále jen "plocha přestavby"), pro veřejně prospěšné stavby, pro veřejně prospěšná opatření a pro územní rezervy a stanoví podmínky pro využití těchto ploch a koridorů.

#### Pořízení územního plánu
O pořízení územního plánu rozhoduje zastupitelstvo obce:
- a) z vlastního podnětu,
- b) na návrh orgánu veřejné správy,
- c) na návrh občana obce,
- d) na návrh fyzické nebo právnické osoby, která má vlastnická nebo obdobná práva k pozemku nebo stavbě na území obce,
- e) na návrh oprávněného investora.

##### Návrh na pořízení územního plánu
Návrh na pořízení územního plánu se podává u obce, pro jejíž území se územní plán pořizuje, a obsahuje:
- a) údaje umožňující identifikaci navrhovatele, včetně uvedení jeho vlastnických nebo obdobných práv k pozemku nebo stavbě na území obce,
- b) údaje o navrhované změně využití ploch na území obce,
- c) údaje o současném využití ploch dotčených návrhem navrhovatele,
- d) důvody pro pořízení územního plánu nebo jeho změny,
- e) návrh úhrady nákladů na pořízení územního plánu.

Splňuje-li návrh všechny stanovené náležitosti, pořizovatel jej posoudí a se svým stanoviskem bezodkladně předloží k rozhodnutí zastupitelstvu obce příslušné k vydání územního plánu. O výsledku jednání zastupitelstva informuje obec bezodkladně navrhovatele a úřad územního plánování.

##### Zadání územního plánu
Na základě rozhodnutí zastupitelstva obce o pořízení územního plánu pořizovatel ve spolupráci s určeným zastupitelem zpracuje návrh zadání územního plánu. V návrhu zadání stanoví hlavní cíle a požadavky na zpracování návrhu územního plánu, případně vymezí řešené území u územního plánu pro vymezenou část území hlavního města Prahy. Náležitosti obsahu zadání územního plánu stanoví prováděcí právní předpis.

##### Návrh územního plánu
Na základě schváleného zadání územního plánu nebo schválených pokynů pro zpracování návrhu územního plánu pořizovatel pořídí pro obec zpracování návrhu územního plánu a vyhodnocení vlivů na udržitelný rozvoj území, pokud se zpracovává. Pořizovatel oznámí místo a dobu konání společného jednání a doručí návrh územního plánu a vyhodnocení vlivů návrhu územního plánu na udržitelný rozvoj území, pokud se zpracovává, veřejnou vyhláškou. Do 30 dnů ode dne doručení může každý uplatnit u pořizovatele písemné připomínky. Pořizovatel ve spolupráci s určeným zastupitelem vyhodnotí výsledky projednání návrhu územního plánu a zajistí řešení případných rozporů.

##### Posouzení návrhu územního plánu krajským úřadem
Návrh územního plánu posuzuje před řízením o jeho vydání krajský úřad, kterému pořizovatel předloží návrh územního plánu.

##### Řízení o územním plánu
O upraveném a posouzeném návrhu územního plánu se koná veřejné projednání. Pořizovatel zajistí, aby po dobu 30 dnů ode dne doručení veřejné vyhlášky byl návrh územního plánu vystaven k veřejnému nahlédnutí u pořizovatele a v obci, pro kterou územní plán pořizuje. K veřejnému projednání přizve jednotlivě obec, pro kterou je územní plán pořizován, dotčené orgány a sousední obce, a to nejméně 30 dnů předem.
Námitky proti návrhu územního plánu mohou podat pouze vlastníci pozemků a staveb dotčených návrhem řešení, oprávněný investor a zástupce veřejnosti. Nejpozději do 7 dnů ode dne veřejného projednání může každý uplatnit své připomínky a dotčené osoby podle odstavce 2 námitky, ve kterých musí uvést odůvodnění, údaje podle katastru nemovitostí dokladující dotčená práva a vymezit území dotčené námitkou. Dotčené orgány a krajský úřad jako nadřízený orgán uplatní ve stejné lhůtě stanoviska k částem řešení, které byly od společného jednání změněny. K později uplatněným stanoviskům, připomínkám a námitkám se nepřihlíží. Dotčené osoby oprávněné k podání námitek musí být na tuto skutečnost upozorněny.
Ke stanoviskům, námitkám a připomínkám ve věcech, o kterých bylo rozhodnuto při vydání zásad územního rozvoje, nebo regulačního plánu vydaného krajem, se nepřihlíží. Pořizovatel ve spolupráci s určeným zastupitelem vyhodnotí výsledky projednání, zpracuje s ohledem na veřejné zájmy návrh rozhodnutí o námitkách a návrh vyhodnocení připomínek uplatněných k návrhu územního plánu. Pokud je to nezbytné, pořizovatel zajistí pro obec úpravu návrhu územního plánu v souladu s výsledky projednání.

##### Vydání územního plánu
Pořizovatel předkládá zastupitelstvu příslušné obce návrh na vydání územního plánu s jeho odůvodněním
Zastupitelstvo obce vydá územní plán po ověření, že není v rozporu s politikou územního rozvoje, s územně plánovací dokumentací vydanou krajem nebo výsledkem řešení rozporů a se stanovisky dotčených orgánů nebo stanoviskem krajského úřadu.

##### Vyhodnocování územního plánu a jeho změny
Pořizovatel předloží zastupitelstvu obce nejpozději do 4 let po vydání územního plánu a poté pravidelně nejméně jednou za 4 roky zprávu o uplatňování územního plánu v uplynulém období, která může obsahovat pokyny pro zpracování návrhu změny územního plánu. Pořizovatel pro obec zajistí vyhotovení územního plánu zahrnujícího právní stav po vydání jeho změny a toto vyhotovení opatří záznamem o účinnost. Obsahové náležitosti zprávy o uplatňování územního plánu a jeho změny stanoví prováděcí právní předpis.

##### Koncept územního plánu
Až do účinnosti novely stavebního zákona č. 350/2012 Sb. existoval ještě stupeň Koncept územního plánu. Ten se zhotovoval pokud bylo stanoveno v zadání územního plánu. Pořizovatel zajistil pro obec zpracování konceptu územního plánu a vyhodnocení vlivů na udržitelný rozvoj území. O konceptu územního plánu se konalo veřejné projednání. Od 1. ledna 2013 kategorii Koncept územního plánu stavební zákon nezná.

## Obsah územního plánu
Územní plán vymezuje zastavěné území, plochy a koridory. Zejména se jedná o:
- zastavitelné plochy (tedy plochy, v nichž lze umísťovat, povolovat a realizovat stavby),
- plochy přestavby a
- plochy určené pro veřejně prospěšné stavby a opatření (které lze následně vyvlastnit).

Dále stanovuje podmínky pro využití ploch,  určuje, jaké využití konkrétního území je přípustné a za jakých podmínek a jaké je naopak nepřípustné. Může stanovovat například výškovou či plošnou regulaci zástavby, její charakter a strukturu. Územní plán obsahuje textové a grafické části, které musí být ve vzájemném souladu. Důležitou součástí územního plánu je i jeho odůvodnění, které musí obsahovat důvody výroku, podklady pro jeho vydání a úvahy, kterými se správní orgán řídil při jejich hodnocení a při výkladu právních předpisů.

#### Územní plán hl. m. Prahy
- Základní údaje o Územním plánu sídelního útvaru hl. m. Prahy Archivováno 27. 8. 2009 na Wayback Machine.
- Územní plán sídelního útvaru hl. m. Prahy Archivováno 31. 1. 2013 na Wayback Machine.

#### Územní plány ve Středočeském kraji
- https://gis.kr-stredocesky.cz/js/reg_up Archivováno 14. 4. 2017 na Wayback Machine.